# Boris Nikolaus Hiesserer
B Eden (* 16. August 1961 in Hagen; eigentlich Boris Nikolaus Hiesserer) ist ein deutscher Musiker und Medien- und Videokünstler. Er tritt auch unter den Pseudonymen Eden und b.-Eden 123 auf.

## Leben
Der Sohn des Künstlers Dieter Hiesserer wuchs in der Nähe von Düsseldorf auf, nach Zwischenstationen in Utrecht, New York, San Francisco und England lebt er in Heidelberg.
Seit Anfang der 1980er-Jahre war er Aktivist des „Temple ov Psychic Youth“ (TOPY) und audio-visueller Ko-Ordinator von Psychic TV, daneben war er Mitglied des ersten europäischen Trance Acts „Psychick Warriors ov Gaia“.
Aus seiner Mitgliedschaft im TOPY Netzwerk gründete er 1985 im niederländischen Utrecht die „Pyromania Arts Foundation“, ein international engagiertes Kollektiv von Bewusstseinsforschern, das als eine Plattform für Künstler dient, die sich innerhalb der traditionellen Kunstwelt nicht zuhause fühlen. 2003 gründete er mit Mitstreitern das „Doors Of Perception Ethic Committee“ (D.O.P.E.C.) und trat als Kurator verschiedener Events in und um Heidelberg in Erscheinung (u. a. die „Future Visions“ Reihe im Deutsch Amerikanischen Institut (DAI).
1999 wurde Hiesserer zum außerordentlichen Mitglied im ‘Europäischen Collegium für Bewusstseinsstudien’ (ECBS) ernannt.
Mit wöchentlichen Tanzevents im Lower East-Side Club „The Pyramid“ eröffnete Hiesserer 1988 New Yorks ersten Acid-House Club.
In Kooperation mit der Performance- und Musikgruppe Minus Delta t und dem Quantenpool Köln moderierte er 1992 im Rahmen der Documenta IX in Kassel das erste interaktive TV Experiment, Van Gogh TV, welches über einen Zeitraum von 100 Tagen (vom 13. Juni bis 20. September 1992) europaweit live sendete. Der Grundgedanke lag darin, ein künstlerisches interaktives Fernsehen zu installieren, das durch Nutzung neuer Video- und Computer-Technologien eine direkte Teilnahme der Zuschauer ermöglichte. Technisch wurde dies realisiert durch die Fernsteuerung von Videokameras, Video- und Tonmischer und synthetischer Bild- und Tonwellen über Mehrfrequenzwahlverfahren durch die Telefonleitung. Damit konnte jeder Zuschauer, der ein auf Tonwahl umschaltbares Telefon oder einen separaten Touch-Tone-Pieper (z. B. von einem fernsteuerbaren Anrufbeantworter) besaß, in Echtzeit mit anderen kommunizieren und auf das Endprodukt Einfluss nehmen.
Neben Derrick May, Ricardo Villalobos, Heiko M/S/O, Terry Bell und der Band Sieg über die Sonne war Boris Teil der ‘Eclipse’-Crew als Dekorateur und VJ des ersten Open-Air Rave in Chile, zur Sonnenfinsternis am 2. November 1994, auf den ein Auftritt im Staatsfernsehen ‘Television Nacional de Chile‘ (TVN) und zwei Club-Nächte in Santiago des Chiles ‘OZ-Club’ – mit Gast DJ John Aquaviva – folgten.
Neben Kollaborationen mit Albert Hofmann, Terence McKenna, Timothy Leary, Thomas D, Move D, Genesis P-Orridge, Dr. Motte, Ricardo Villalobos, Hans-Peter Dürr, Alexander Lauterwasser, Hans Cousto ist B Eden Herausgeber des Copy Art Magazins „Rave New World“, das seit 1992 in zehn Auflagen erschienen ist und in die Bibliothek des Institut für Grenzgebiete der Psychologie und Psychohygiene (IGPP) in Freiburg aufgenommen wurde.
B Eden zählt zu den Urgesteinen und Mitbegründern der Techno-, Trance- und Cyberculture und war Initiator und Mitgestalter von Technoparties und Chill-Outs, darunter im Mannheimer milk! Club und im Frankfurter Dorian Gray und Omen, sowie der Techno-Kunst-Ausstellung Chromapark. 1994 nahm er neben Derrick May an einem Festival während der Sonnenfinsternis in Chile teil, in deren Verlauf auch ein Auftritt im chilenischen TV stattfand.
Neben seiner Mitarbeit an der LP „50th Anniversary ov LSD - Tribute to Albert Hofmann“ auf dem Heidelberger Source Records Label von Move D veröffentlichte er 1995 zusammen mit Tom Kubli unter dem Namen „True Frequencies“ eine gleichnamige CD ebenfalls auf Source Records. Mitte der 1990er-Jahre prägte er den Begriff des „Cybertribe“, was 1996 in dem Buch "Cybertribe Visionen" und 1998 in dem Projekt „Der Alchemistische Kongress“ als gleichnamige CD/CD-Rom Compilation Ausdruck fand.
Zum 100. Geburtstag des LSD Entdeckers Albert Hofmann und dem 63. Geburtsjahr des LSD veröffentlichte B Eden 2006 das DVD (und Internet-) Projekt „MedienSchamanismus“ (DVD) bzw. „Der Medienschamane“ (5 CD-Set).
Als Herausgeber und Autor editierte Hiesserer 2016 den ersten Band der ‘Edition Cyberculture Studies’, ‘Ecce Panis Angelorum, Das Brot der Engel – Heilige Technologien Visionärer Kultur’. Das reichhaltig bebilderte Werk beschreibt, wie eine Kommunikation mit pflanzlichen Geistlehrern und höher oktavierten Bewusstseinseinheiten möglich ist, um – in Trance, im visionären Traum oder Rausch – im „Buch des Lebens“ zu lesen.

## Veröffentlichungen (Auswahl)
- 1987: Videoproduktion: Gates Ov My Soul (unter Pseudonym Eden 123, Utrecht, Niederlande)
- 1991–2004: Rave New World (Copy Art Magazin)
- 1992: Psychick Warriors Ov Gaia, Ov Biospheres and sacred Grooves (KK-Records)
- 1993: Trancemaster 4 - Tribal Chill Out, Track: Exit 23 (Vision Soundcarriers)
- 1993: Logic Trance, Track: Maenad (Logic Records)
- 1993: 50th Anniversary ov LSD (LP Source Records)
- 1995: True Frequencies (CD Source Records)
- 1995: Interference - Love Parade Compilation, Track: Magic Bufo (Tresor Records)
- 1995: Acidism - Optik Kiss Techno Szene (DVD)
- 1997: Ambient Temple of Imagination - Gaia 4 (CD Infinite Records)
- 1998: Der Alchemistische Kongress (CD-Rom/CD-Set, BTM Records)
- 2000: Electuz, Track: Digital Be-in (CD A-Chill Records)
- 2001: Fahrenheit Project - Part One, Track: New Indigenous Religion (CD Ultimae Records)
- 2005: Mindmirror, mit A. Lauterwassers Sonic Water Sculpture (Video Man vs. Maschine, HR3 TV)
- 2006: Der Medienschamane (5 CD-Set Gaian Disciple Tools)
- 2006: Medienschamanismus (Demo-CD Gaian Disciple Tools)
- 2006: Medienschamanismus (DVD Gaian Disciple Tools)
- 2007: Klangwirkstoff - active agent of sound - Track: Paradize Lounge (CD Klangwirkstoff Records)
- 2007: Microdots - Liquid Time (CD Gaian Disciple Tools)
- 2008: Liebe Sucht Dich - Soundtracks in Gedenken an Dr. Albert Hofmann (MP3 CD Gaian Disciple Tools)
- 2016: Ecce Panis Angelorum. Der Brot der Engel. Heilige Technologien Visionärer Kultur, Verlag Andreas Mascha, München 2016; ISBN 978-3-924404-47-5